# Strażnica KOP „Maleszewo”

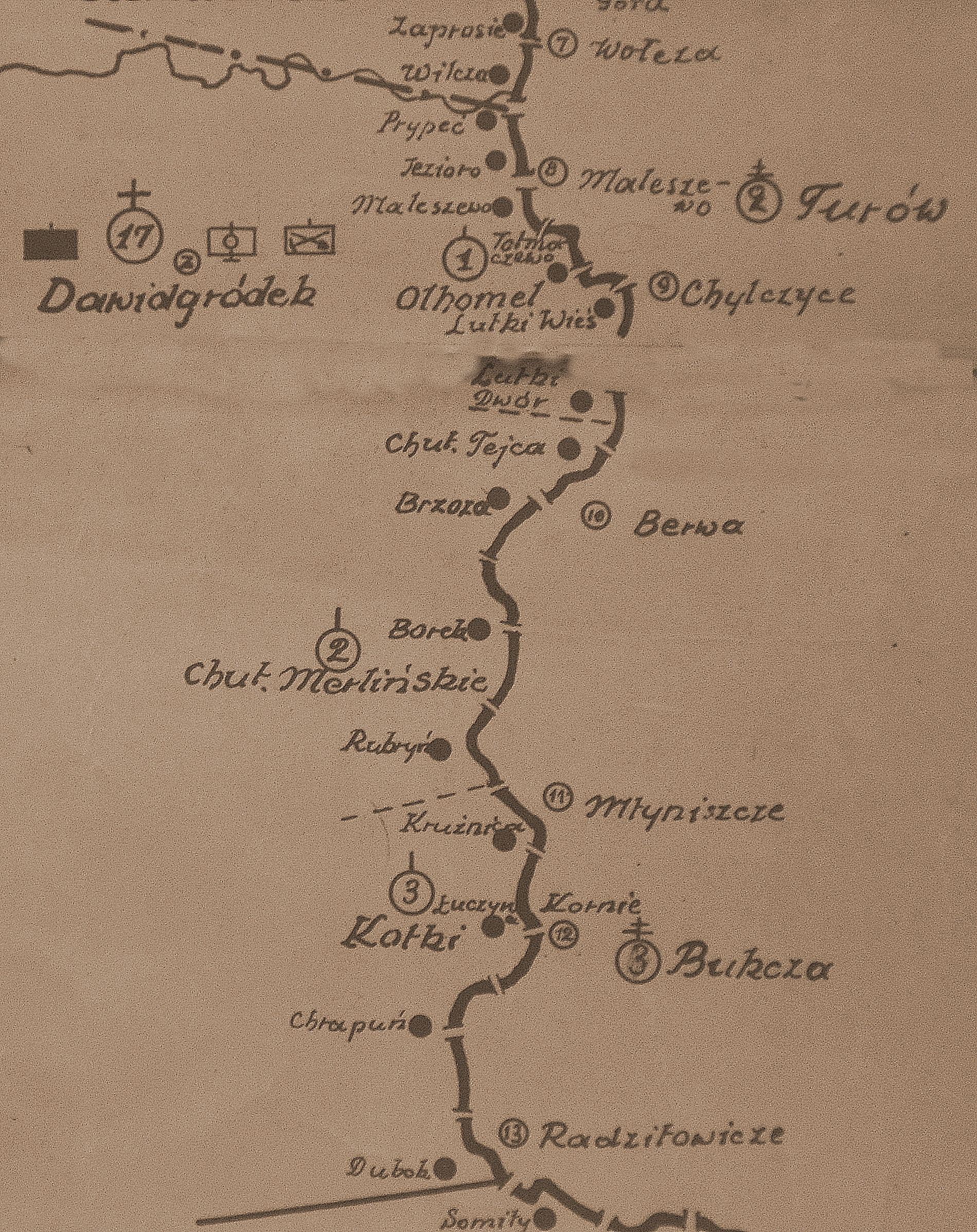
Rozmieszczenie batalionu KOP „Dawidgródek” w 1931

Strażnica KOP „Maleszewo” – zasadnicza jednostka organizacyjna Korpusu Ochrony Pogranicza pełniąca służbę ochronną na granicy polsko-sowieckiej.

## Geneza
Do czasu zakończenia wojny polsko-bolszewickiej, czyli do jesieni 1920, wschodnią granicę państwa polskiego wyznaczała linia frontu. Dopiero zarządzeniem z 6 listopada 1920 utworzono Kordon Graniczny Ministerstwa Spraw Wojskowych. W połowie stycznia 1921 zmodyfikowano formę ochrony granicy i rozpoczęto organizowanie Kordonu Granicznego Naczelnego Dowództwa WP. Obsadzony on miał być przez żandarmerię polową i oddziały wojskowe. Latem 1921 ochronę granicy wschodniej postanowiło powierzyć Batalionom Celnym. W Łachwie rozmieszczono dowództwo i pododdziały sztabowe 1 batalionu celnego, a jej 3 kompania stacjonowała w Maleszewie. 
W drugiej połowie 1922 przeprowadzono kolejną reorganizację organów strzegących granicy wschodniej. 1 września 1922 bataliony celne przemianowano na bataliony Straży Granicznej.
Już w następnym roku zlikwidowano Straż Graniczną, a z dniem 1 lipca 1923 pełnienie służby granicznej na wschodnich rubieżach powierzono Policji Państwowej. 
W sierpniu 1924 podjęto uchwałę o powołaniu Korpusu Ochrony Pogranicza – formacji zorganizowanej na wzór wojskowy, a będącej etacie Ministerstwa Spraw Wewnętrznych.

## Formowanie i zmiany organizacyjne
W 1925, w składzie 5 Brygady Ochrony Pogranicza, został sformowany 17 batalion graniczny. W 1928 w skład batalionu wchodziło 14 strażnic. Strażnica KOP „Maleszewo” w latach 1928–1939 funkcjonowała w strukturze organizacyjnej 1 kompanii granicznej KOP „Olhomel” . Strażnica liczyła około 18 żołnierzy i rozmieszczona była przy linii granicznej z zadaniem bezpośredniej ochrony granicy państwowej.
W 1932 obsada strażnicy zakwaterowana była w budynku popolicyjnym. Strażnicę z macierzystą kompanią łączyła droga polna długości 5 km. W wyniku realizacji drugiej fazy reorganizacji KOP, latem 1937, budynki likwidowanej strażnicy „Dubok” nakazano rozebrać, a materiał wykorzystać do budowy strażnicy „Malaszewo”.

## Służba graniczna
Podstawową jednostką taktyczną Korpusu Ochrony Pogranicza przeznaczoną do pełnienia służby ochronnej był batalion graniczny. Odcinek batalionu dzielił się na pododcinki kompanii, a te z kolei na pododcinki strażnic, które były „zasadniczymi jednostkami pełniącymi służbę ochronną”, w sile półplutonu. Służba ochronna pełniona była systemem zmiennym, polegającym na stałym patrolowaniu strefy nadgranicznej, wystawianiu posterunków alarmowych, obserwacyjnych i kontrolnych stałych, patrolowaniu i organizowaniu zasadzek w miejscach rozpoznanych jako niebezpieczne, kontrolowaniu dokumentów i zatrzymywaniu osób podejrzanych, a także utrzymywaniu ścisłej łączności między oddziałami i władzami administracyjnymi.
Strażnica KOP „Maleszewo” w 1932 ochraniała pododcinek granicy państwowej szerokości 5 kilometrów od słupa granicznego nr 1144 do 1149, a w 1938 pododcinek szerokości 4 kilometrów 700 metrów od słupa granicznego nr 1143 do 1148.
Sąsiednie strażnice:
- strażnica KOP „Jezioro” ⇔ strażnica KOP „Tołmaczewo” - 1928[9], 1929[10], 1931[11] , 1932[21], 1934[13]
- strażnica KOP „Prypeć” ⇔ strażnica KOP „Tołmaczewo” - 1938[14]